# Ван Жуйлинь
Ван Жуйлинь (Wang Ruilin; 1929, Чжаоюань, Шаньдун — 8 декабря 2018, Пекин) — китайский генерал-полковник (1994), член ЦК КПК (1987—2002), член Центрвоенсовета Китая 15/9 созыва (1997/98—2002/3), а также его предыдущего созыва с 1995 года. Являлся секретарем Дэн Сяопина. В 1992—2002 годах заместитель начальника Главного политического управления НОАК (Юй Юнбо). Член партии с 1947 года, член ЦК 13, 14, 15 созывов.
По национальности ханец. В рядах НОАК с 16-ти лет — с 1946 года; со следующего года член КПК. Стал секретарем Дэна в начале 1950-х годов, к его назначению вице-премьером. В годы Культурной революции отправлялся на трудовое перевоспитание. В 1973 году Дэн Сяопин повторно назначен вице-премьером и Ван Жуйлинь вновь стал его секретарем. Генерал-лейтенант (1988). Умер в больнице в Пекине, из-за болезни. Похороны состоялись там же, в столице. В прощании с ним на Babaoshan Revolutionary Cemetery приняли участие Си Цзиньпин, Ли Кэцян и Ли Чжаньшу.
Как отмечают, Ван Жуйлинь «обладал огромной властью» в период верховенства Дэна в 1980-е годы. Чжао Цзыян, бывший генсек ЦК КПК, в своих мемуарах отмечал, что именно Ван помешал увидеться ему с Дэном в дни событий на площади Тяньаньмэнь (1989), почему они и разрешились так, как разрешились 4 июня.